# Sommariva Perno
Sommariva Perno (Somariva-l'Àuta in piemontese) è un comune italiano di 2 687 abitanti della provincia di Cuneo in Piemonte. Fa parte della delimitazione geografica del Roero.

## Origini del nome
Il nome Sommariva deriva dal latino Summaripae, che parrebbe la contrazione di ad summa ripae (alla sommità della riva, della collina). Il "Perno" potrebbe essere una contrazione di Paternum, nome assai frequente nei lasciti e nei testamenti, ma molti storici sono incerti sul toponimo. Secondo altri, il nome deriverebbe dal celtico pad-ern ("eremo dei pini").

## Storia
Città importante per la sua posizione strategica sul crocevia di importanti strade, Sommariva Perno fu sovente sotto il controllo di città come Alba o Asti. Intorno al centro del paese, sulle principali strade, sorgevano altri quattro paesi dei quali, al giorno d'oggi, non rimane più nulla. Di essi, a parte qualche scheletro ritrovato, rimane soltanto la chiesa detta della Madonna del Tavoletto, il cui nome è da ricondursi al vecchio insediamento di Thevoletum.
Tra il XIV e il XV secolo il paese diventa libero comune. Dopo alterne vicende che videro la cittadina passare dai Savoia ai comuni di Asti ed Alba, nel 1621 il marchese Conreno Roero lascerà nel suo testamento il comune di Sommariva ai Savoia.
Ma la vera storia del paese ruota intorno al suo castello, acquistato da Vittorio Emanuele II di Savoia per ospitare la contessa Rosa Vercellana o, come viene più comunemente chiamata, la Bela Rosin.
La contessa arriva nel 1859 nel castello, riedificato per volontà reale e fatto diventare un austero palazzone ottocentesco. L'edificio, già citato dal 1153, era il vero cuore del piccolo paese. In questo palazzo, che il re visiterà più volte, si scriveranno importanti pagine del Risorgimento italiano ed è a Sommariva Perno che è conservato il testo originale, datato 1859, del discorso del re Vittorio Emanuele II con il celebre Grido di dolore.

### Simboli
Lo stemma e il gonfalone sono stati concessi con decreto del presidente della Repubblica del 26 ottobre 1952.
Lo stemma raffigura, su sfondo d'argento, una pianta di pesco, munita di frutti dorati, posta su un monte all'italiana di tre colli di verde. Intorno al fusto della pianta si attorciglia un tralcio di vite da cui pende un grappolo d'uva nera.
Il gonfalone è un drappo partito di verde e di bianco.

## Società

### Evoluzione demografica
Abitanti censiti

### Etnie e minoranze straniere
Secondo i dati Istat al 31 dicembre 2017, i cittadini stranieri residenti a Sommariva Perno sono 187, così suddivisi per nazionalità, elencando per le presenze più significative:
1. Romania, 107
2. Marocco, 30

## Amministrazione
Di seguito è presentata una tabella relativa alle amministrazioni che si sono succedute in questo comune.
| Periodo        | Periodo        | Primo cittadino  | Partito                            | Carica  | Note   |
| -------------- | -------------- | ---------------- | ---------------------------------- | ------- | ------ |
| 19 giugno 1985 | 1º giugno 1990 | Mario Bertolusso | Lista civica                       | Sindaco | [ 9 ]  |
| 1º giugno 1990 | 24 aprile 1995 | Mario Bertolusso | Lista civica                       | Sindaco | [ 9 ]  |
| 24 aprile 1995 | 14 giugno 1999 | Andrea Cane      | centro                             | Sindaco | [ 9 ]  |
| 14 giugno 1999 | 14 giugno 2004 | Andrea Cane      | lista civica                       | Sindaco | [ 9 ]  |
| 14 giugno 2004 | 8 giugno 2009  | Mario Bertolusso | lista civica                       | Sindaco | [ 9 ]  |
| 8 giugno 2009  | 26 maggio 2014 | Simone Torasso   | -                                  | Sindaco | [ 9 ]  |
| 26 maggio 2014 | 26 maggio 2019 | Simone Torasso   | lista civica Insieme per crescere  | Sindaco | [ 9 ]  |
| 27 maggio 2019 | 10 giugno 2024 | Walter Cornero   | Lista Civica Insieme per Sommariva | Sindaco | [ 9 ]  |
| 11 giugno 2024 | In carica      | Stefano Rosso    | Lista civica Viviamo Sommariva     | Sindaco | [ 10 ] |

## Sport
La squadra storica di Sommariva Perno è l'U.S.D. Sommariva Perno Calcio, fondata nel 1971. I colori storici della squadra sono il bianco e il verde, indossati sin dagli esordi nei primi anni Settanta. Il Sommariva Perno Calcio è attualmente militante nel campionato di Promozione; ha raggiunto i suoi massimi risultati tra il 2000 e il 2008, giocando per 8 stagioni consecutive nel campionato di Eccellenza e arrivando, sia nel 2009 che nel 2010, alla finale di Coppa Promozione, ma in entrambi gli anni la compagine di Sommariva venne sconfitta, prima dal Baveno, poi dal Verbania.
Dal 2010 esiste anche una seconda squadra dilettantistica con sede a Sommariva Perno, denominata A.S.D. Pro Sommariva 2010 militante in Terza Categoria, con colori sociali blu e bianco.

## Galleria d'immagini

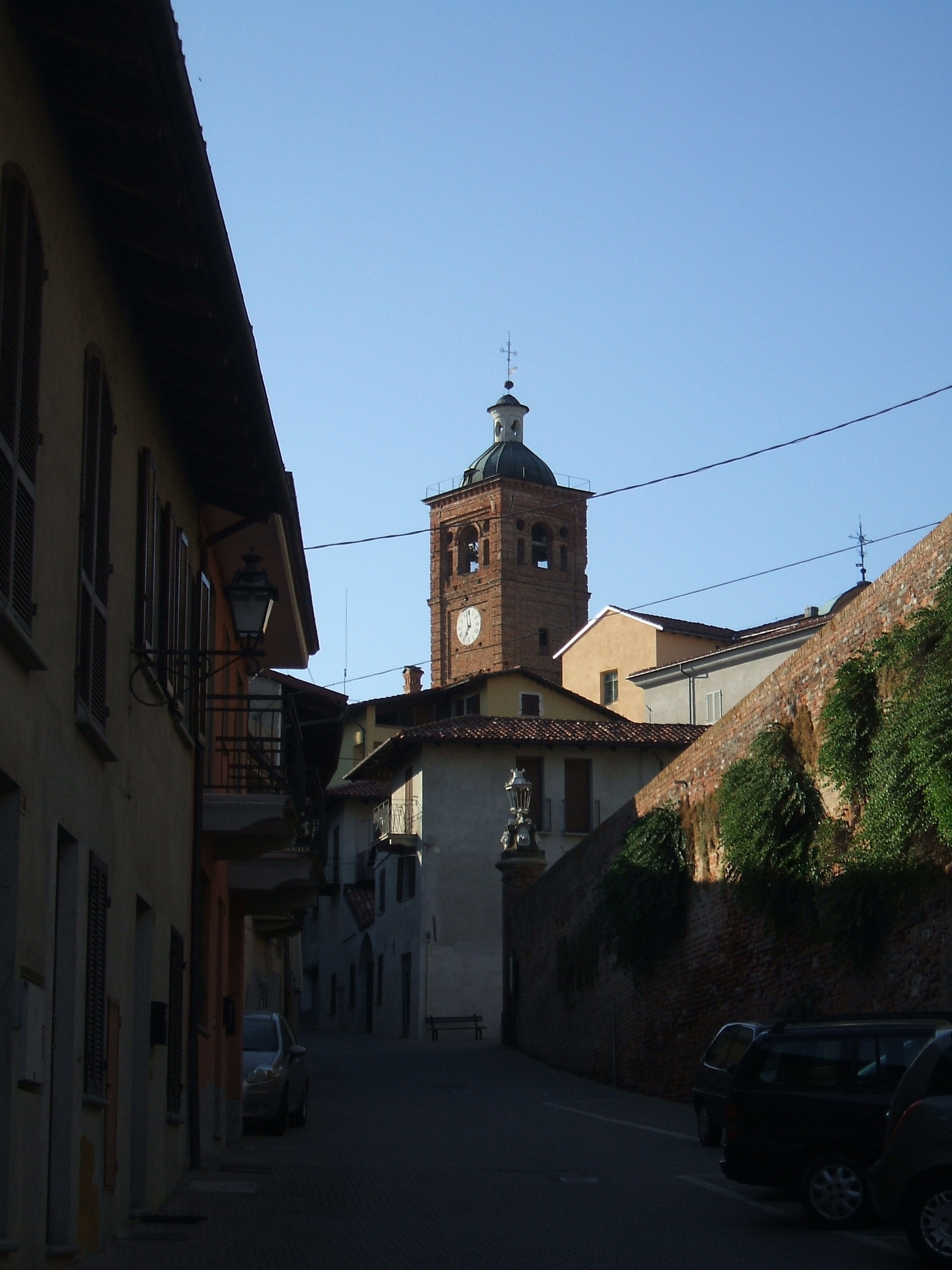
Scorcio del paese
Confraternita di San Bernardino
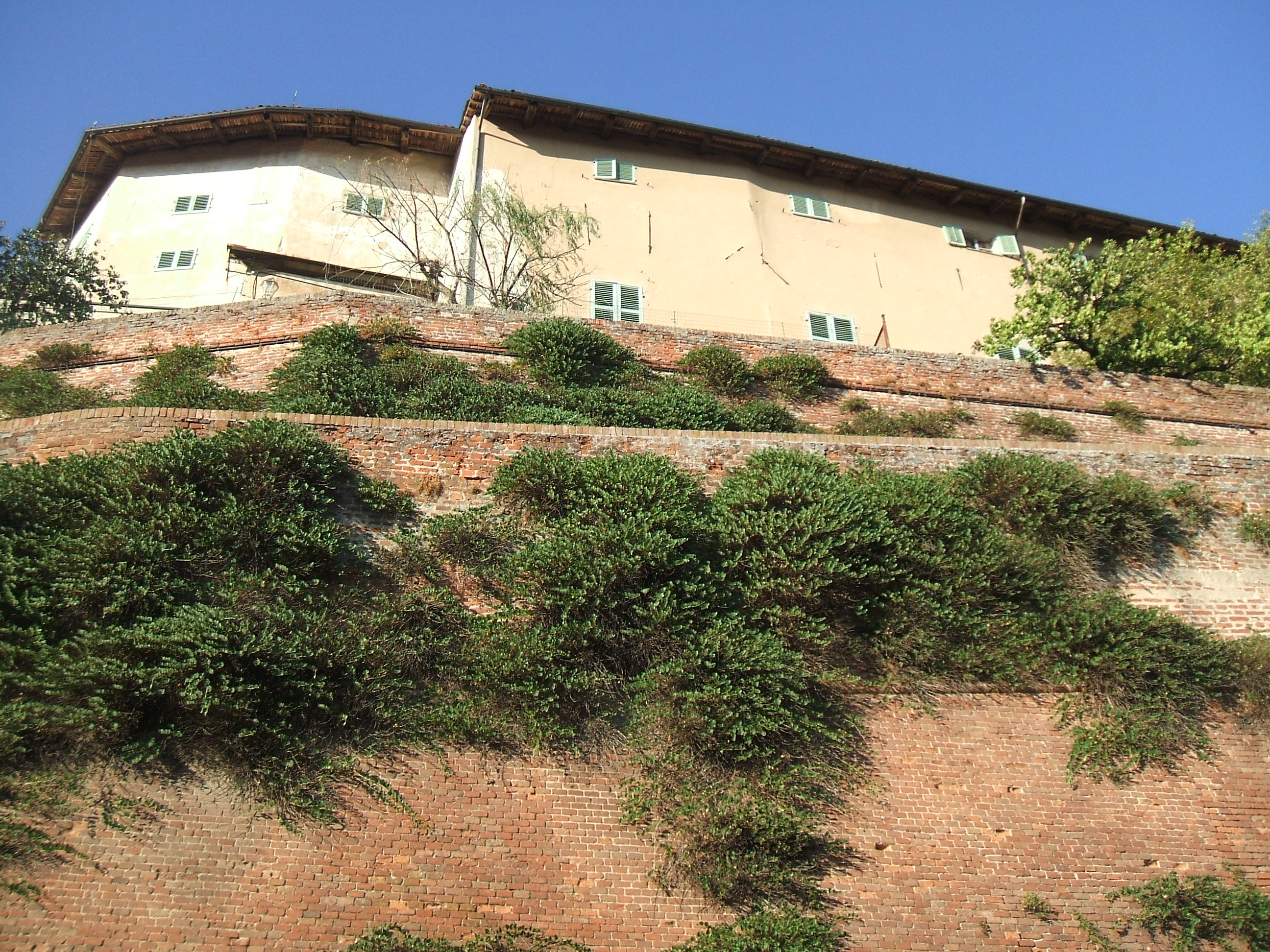
Il castello di Sommariva
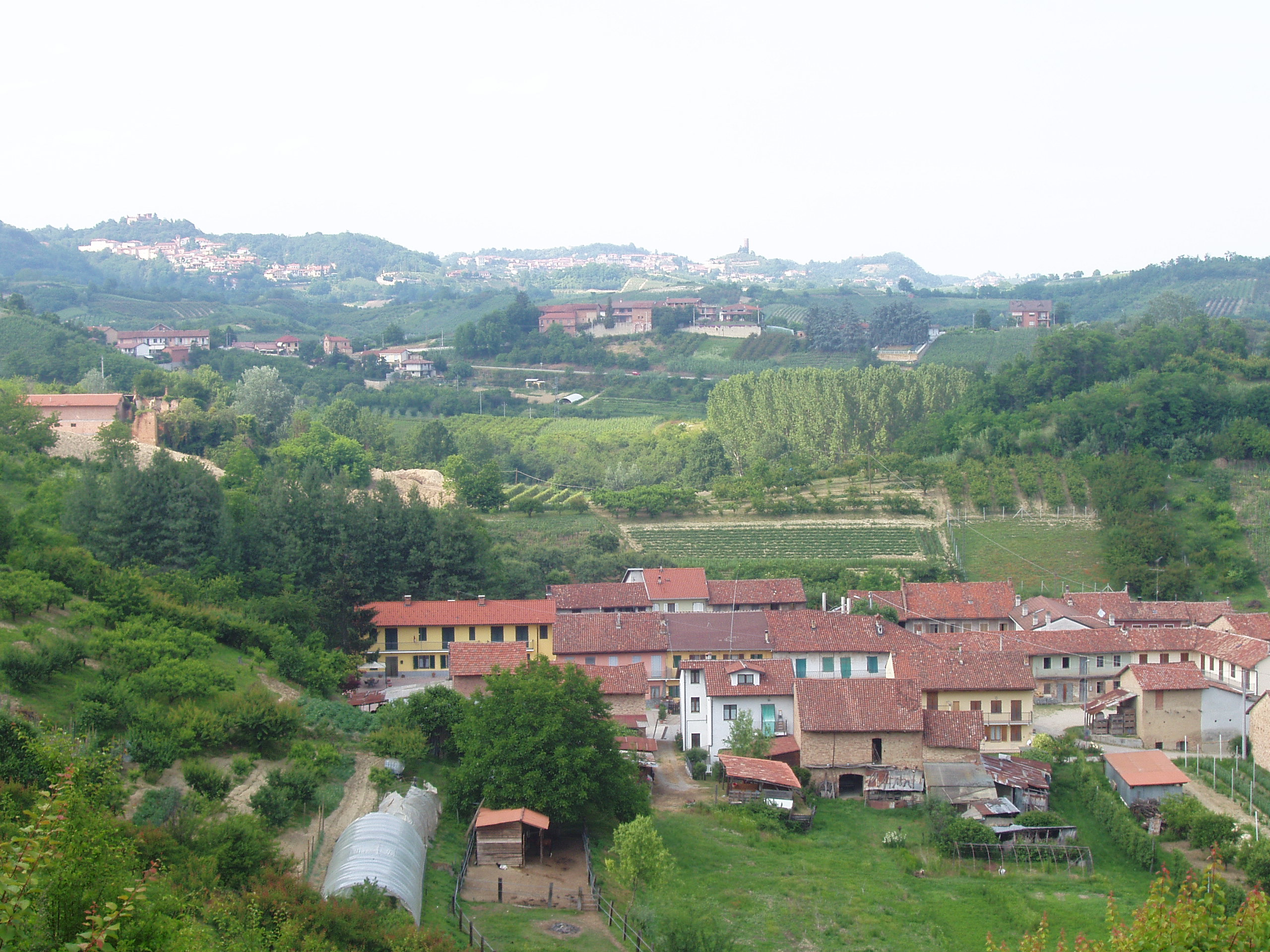
La frazione Re